# Амофіла піскова
Амофіла піскова (Ammophila sabulosa) — вид підродини Ammophilinae родини Sphecidae, також званих осами-копачами. Зустрічається по всій Євразії, оса-паразитоїд відрізняється масовою поведінкою самиць, які полюють на гусениць переважно в сонячні дні, паралізуючи їх жалом і ховаючи в норі з одним яйцем. Цей вид також примітний тим, якою мірою самки паразитують у своєму власному виді, або крадучи здобич із гнізд інших самок, щоб забезпечити власні гнізда, або паразитуючи у виводку, видаляючи яйце іншої самки та відкладаючи замість нього своє.

## Розповсюдження
Ammophila sabulosa широко розповсюджена по всій Євразії, знаходячись у південній частині Великобританії, Франції, Нідерландах, Німеччині, Австрії, Італії. Угорщина, Польща, Норвегія, Швеція та Фінляндія, далі на південь у Туреччині та Ірані, потім простягаються на схід аж до Далекого Сходу Росії, з дуже невеликою кількістю записів в Індії та Японії.

## Опис
Ammophila sabulosa — велика (15–25 мм завдовжки) одиночна мисливська оса з дуже довгою вузькою «талією» з двох сегментів. Тіло чорне, за винятком передньої половини «хвоста», яка помаранчева. Вид можна відрізнити від A. pubescens (який менший, 12–20 мм завдовжки), оскільки поперек дуже поступово розширюється до «хвоста» живота. Малюнок передніх крил також відрізняється: третя субмаргінальна клітина широко контактує з клітиною, розташованою спереду. Інша відмінність полягає в тому, що задній кінець черевця має слабкий металевий синій блиск.